# Danh sách thành phố của tiểu bang New York
Danh sách này bao gồm các thành phố trong Tiểu bang New York (Hoa Kỳ)

## A
- Albany, Quận Albany
- Amsterdam, Quận Montgomery
- Auburn, Quận Cayuga

## B
- Batavia, Quận Genesee
- Beacon, Quận Dutchess
- Binghamton, Quận Broome
- Buffalo, Quận Erie

## C
- Canandaigua, Quận Ontario
- Cohoes, Quận Albany
- Corning, Quận Steuben
- Cortland, Quận Cortland

## D
- Dunkirk, Quận Chautauqua

## E
- Elmira, Quận Chemung

## F
- Fulton, Quận Oswego

## G
- Geneva, Quận Ontario
- Glen Cove, Quận Nassau
- Glens Falls, Quận Warren
- Gloversville, Quận Fulton

## H
- Hornell, Quận Steuben
- Hudson, Quận Columbia

## I
- Ithaca, Quận Tompkins

## J
- Jamestown, Quận Chautauqua
- Johnstown, Quận Fulton

## K
- Kingston, Quận Ulster

## L
- Lackawanna, Quận Erie
- Little Falls, Quận Herkimer
- Lockport, Quận Niagara
- Long Beach, Quận Nassau

## M
- Mechanicville, Quận Saratoga
- Middletown, Quận Orange
- Mount Vernon, Quận Westchester

## N
- New Rochelle, Quận Westchester
- New York City, New York, Bronx, Kings, Queens, và các Quận Richmond
- Newburgh, Quận Orange
- Niagara Falls, Quận Niagara
- North Tonawanda, Quận Niagara
- Norwich, Quận Chenango

## O
- Ogdensburg, Quận St. Lawrence
- Olean, Quận Cattaraugus
- Oneida, Quận Madison
- Oneonta, Quận Otsego
- Oswego, Quận Oswego

## P
- Peekskill, Quận Westchester
- Plattsburgh, Quận Clinton
- Port Jervis, Quận Orange
- Poughkeepsie, Quận Dutchess

## R
- Rensselaer, Quận Rensselaer
- Rochester, Quận Monroe
- Rome, Quận Oneida
- Rye, Quận Westchester

## S
- Salamanca, Quận Cattaraugus
- Saratoga Springs, Quận Saratoga
- Schenectady, Quận Schenectady
- Sherrill, Quận Oneida
- Sodus Point, Quận Wayne
- Syracuse, Quận Onondaga

## T
- Tonawanda, Quận Erie
- Troy, Quận Rensselaer

## U
- Utica, Quận Oneida

## W
- Watertown, Quận Jefferson
- Watervliet, Quận Albany
- White Plains, Quận Westchester

## Y
- Yonkers, Quận Westchester